# Januário Cardoso de Almeida
Januário Cardoso de Almeida foi filho do também sertanista e capitão Matias Cardoso de Almeida e de Inês Gonçalves Figueira.
Sempre acompanhou o pai e em 1682, assassinado por Borba Gato o fidalgo D. Rodrigo de Castelo Branco, com o pai varou os sertões até Salvador.  Mestre de campo no rio São Francisco em 1726.
Casou com sua prima, filha do mestre de campo Atanásio de Cerqueira Brandão e Catarina de Siqueira de Mendonça, tendo um filho único, Caetano Cardoso de Almeida, coronel no rio São Francisco. Em 1724 teve patente de mestre de campo do sertão do rio São Francisco e morreu em 1739 em Morrinhos.
Senhor do arraial e da igreja de Januário Cardoso no rio São Francisco.